# The Sacred Talisman
| Recensione | Giudizio |
| ---------- | -------- |
| AllMusic   | [ 1 ]    |

The Sacred Talisman è il terzo album del gruppo svedese Nocturnal Rites, pubblicato nel 1999 dalla Century Media Records. È il secondo album del gruppo per questa etichetta.

## Tracce
1. Destiny Calls – 3:58
2. The Iron Force – 4:20
3. Ride On – 3:16
4. Free at Last – 3:49
5. Hold On to the Flame – 4:08
6. Eternity Holds – 4:00
7. When Fire Comes to Ice – 3:48
8. The Legend Lives On – 5:47
9. The King's Command – 3:24
10. Unholy Powers (Night of the Witch) – 3:12
11. Glorious – 3:25

Traccia bonus presente nell'edizione giapponese
1. Journey Through Time

## Formazione
- Anders Zackrisson – voce
- Fredrik Mannberg – chitarra
- Nils Norberg – chitarra
- Nils Eriksson – basso
- Mattias Bernhardsson – tastiere
- Owe Lingvall – batteria